# عوني بكر صدقي
وهو أبو فائز عوني بن بكر صدقي بن عبد الحميد ابن الملا أيوب العبيدي، ولد في قضاء الأعظمية عام 1319 هـ/1901م، وفي الأعظمية نشأ وتعلم القرآن، ثم دخل مدرسة الإمام أبي حنيفة، وبعدها دار المعلمين وتخرج معلما عام 1921م، وعين في المدرسة الحيدرية ثم في المدرسة البارودية، ثم تخرج من دار المعلمين العالية عام 1925م، وأصدر (مجلة القبس) عام 1928م، وهي مجلة علمية تهذيبية وبعد ذلك عين مدرساً في بغداد، ثم نقل إلى الموصل، وفي عام 1935م نقلت خدماته إلى وزارة الداخلية، وعين مديرا لناحية (الشافعية) ثم عاد إلى التعليم، وفي عام 1940م، عين مديرا لثانوية الحلة، وفي عام 1945م عين مديرا لمعارف لواء الدليم (محافظة الأنبار حالياً)، ثم مديرا لمعارف لواء الكوت (محافظة واسط حاليا)، وفي عام 1951م نقل مديراً لمعارف لواء الموصل (محافظة نينوى حالياً).
كان عوني في شبابه عنيفاً في مقالاتهِ وساهم في نقاشات ومساجلات علمية وأدبية، وقد سعى لإنشاء (جمعية المعلمين) قبل النقابة، ولقد أجيزت عام 1943م، وكانت لهُ صلات كثيرة، وأستطاع ان يؤلف كتب وأبحاث علمية كثيرة وله في الكتب المنهجية التي أعتمدتها وزارة التربية والتعليم مشاركة مع هاشم الآلوسي وأحمد عبد الباقي وعبد المطلب أمين.

## مؤلفاته
- الكشاف العراقي - سنة 1922م.
- عيون التأريخ - سنة 1923م.
- السهام المتقابلة - بالاشتراك مع محمد أحمد السيد، 1923م.
- تاريخ اليونان والرومان - سنة 1933م.
- جغرافية بلاد العرب - سنة 1934م.
- مباديء دروس الجغرافية - سنة 1936م.
- سياحات ومطالعات جغرافية - سنة 1936م.
- الواجبات الأخلاقية والوطنية - سنة 1956م.
- جغرافية العراق - سنة 1958م.

## وفاته
توفي عوني بكر صدقي في يوم 23 شعبان عام 1388 هـ/ 14 تشرين الثاني 1968م، ودفن في مقبرة الخيزران قرب مرقد الشيخ أبو بكر الشبلي في الأعظمية.،